# Млодик, Аркадий Маркович
Арка́дий Ма́ркович (Аро́н Мо́рдухович) Мло́дик (11 (24) августа 1902, Вильна, Российская империя — 20 августа 1983, Ленинград, СССР) — русский советский писатель, журналист и кинодраматург.

## Биография
Арон Мордухович Млодик родился 11 августа (по старому стилю) 1902 года в Вильне, в семье Мордуха Ароновича Млодика (1852, Слуцк — 1928) и Эстер Янкелевны (Яковлевны) Рабинович (1866, Гродно — 1949, Ленинград). У него были старшие братья Исаак (1889—1948), Иосиф (1891— после 1942; арестован 25 июля 1941 г. как участник антисоветской группы), Яков (1893—1973) и Лейб (1894), сестры Эмилия (1887—1981) и Мария (1898—1994).
Окончил Ленинградский институт сценический искусств. Работал журналистом театральной тематики в Ленинградском отделении журнала «Огонёк», в журнале Советское искусство и газете «Кино», а так же был корреспондентом журналов «Театр» и «Искусство кино». Совместно с писателем Александром Власовым написал ряд книг для детей и юношества, а также киносценарии.
Скончался 20 августа 1983 года в Ленинграде. Похоронен на Преображенском еврейском кладбище.

## Семья
- 1-й брак: Лидия Самойловна Млодик (урождённая Шней, 1897—1951). Дочь — Ольга Аркадьевна Млодик (1929—2008)
- 3-й брак: Кира Федоровна Куликова (урождённая Тихинова, 1921—2009), детская писательница, театровед.
- Племянница (дочь сестры) — Любовь Соломоновна Шерешевская (урождённая Иоффе, 1928—2008), кинолог и основатель первого в СССР Клуба юных собаководов в Москве (1963), была замужем за кинологом Э. И. Шерешевским (соавтор его книги «Воспитание щенка охотничьей и служебной собаки», 1969)[6].
- Племянники — доктор экономических наук, профессор Илья Соломонович Иоффе (1919, Могилёв — 2007, Екатеринбург); Лазарь Соломонович Иоффе (1921—2024), инженер, учёный в области турбиностроения и изобретатель, автор монографий «Система регулирования паровой теплофикационной турбины Т-100-130 УТМЗ» (1973), «Теплофикационные паровые турбины» (1976) и «Эксплуатация теплофикационных паровых турбин» (2002)[7].

## Произведения

### Книги
- Дарю веснушки

Совместно с А. Е. Власовым:
- Волшебное окно
- Армия Трясогузки
- Белый флюгер
- Бун-Тур
- Волшебное окно (популярная книга для детей о кино)
- Идёт человек
- Мандат
- О вас, ребята
- Полыновский улей
- Тайна девятки усачей

### Киносценарии
- 1976 — Фантазии Веснухина

Совместно с А. Е. Власовым:
- 1962 — Душа зовёт (короткометражный)
- 1963 — Армия «Трясогузки»
- 1963 — Мандат
- 1967 — Армия «Трясогузки» снова в бою
- 1967 — Мятежная застава
- 1969 — Белый флюгер
- 1971 — Ни дня без приключений
- 1971 — Нас четверо
- 1972 — Красные пчёлы